# Mont Tyndall
Pour les articles homonymes, voir Tyndall.
Le mont Tyndall, en anglais : Mount Tyndall, est un sommet culminant à 4 273 mètres d'altitude dans le centre de la Californie, à l'Ouest des États-Unis. Il fait partie de la sierra Nevada et se situe à proximité du mont Whitney, le point culminant du massif et le plus haut sommet du pays en dehors de l'Alaska. Il est constitué de granite. Il est nommé en l'honneur du physicien et alpiniste John Tyndall. Il est gravi pour la première fois en 1864 par Clarence King et Richard Cotter. La montagne est protégée par la réserve intégrale John Muir et la forêt nationale d'Inyo, ainsi que par la California Bighorn Sheep Zoological Area destinée à protéger une sous-espèce menacée de mouflon endémique de la Sierra Nevada, à l'est, tandis qu'elle est incluse dans le parc national de Sequoia à l'ouest.

## Toponymie
Le mont Tyndall est nommé lors de sa première ascension en 1864 en l'honneur de John Tyndall, un physicien et alpiniste irlandais. L'appellation est officialisée en 1928.

## Géographie
Le mont Tyndall se situe dans l'Ouest des États-Unis, au centre de l'État de Californie, sur la limite entre les comtés de Tulare à l'ouest et d'Inyo à l'est. Il se trouve à 25 kilomètres à l'ouest-nord-ouest de Lone Pine, à 100 kilomètres à l'ouest-nord-ouest de Visalia, tandis que Los Angeles est à 280 kilomètres au sud et Sacramento, la capitale de l'État, et San Francisco sont à environ 400 kilomètres au nord-ouest. Les côtes de l'océan Pacifique se trouvent à 270 kilomètres au sud-ouest. Il domine la vallée de l'Owens à l'est, où passe la route 395. Le sommet s'élève à 4 273 mètres d'altitude, dans la bordure orientale de la Sierra Nevada. Sa hauteur de culminance est de 333 mètres ; le sommet plus élevé le plus proche est le mont Williamson, à 2,3 kilomètres à l'ouest, mais il est surtout situé neuf kilomètres au nord-nord-ouest du mont Whitney, le point culminant du massif et plus haut sommet des États-Unis contigus. Le mont Tyndall domine plusieurs lacs glaciaires qui alimentent le Tyndall Creek au nord-ouest et le Wright Creek au sud-ouest, deux cours d'eau qui grossissent la rivière Kern ; à l'est, ces lacs, dont le lac Helen of Troy, alimentent le Williamson Creek, un affluent du Shepherd Creek, qui appartient au bassin de la rivière Owens mais dont une partie des eaux est détournée vers l'aqueduc de Los Angeles.
Le mont Tyndall est né du processus qui a formé la Sierra Nevada. Il est constitué de granite émis en profondeur au Crétacé. Durant le Néogène, le soulèvement de la chaîne le long de la faille normale qui la sépare de la province géologique de Basin and Range, à l'est, a permis la formation de glaciers et d'écoulements fluviaux qui ont participé à l'érosion et ont mis au jour le granite.

## Histoire
La première ascension du mont Tyndall est réussie le 6 juillet 1864 par Clarence King et Richard Cotter, des membres de la California Geological Survey sous la direction de Josiah Whitney et la responsabilité sur le terrain de William Henry Brewer. Après une approche par le canyon de la rivière Kings, ils pensent parvenir au sommet encore inviolé du mont Whitney. Ils empruntent une nervure sans difficulté technique dans le versant septentrional de la montagne et parviennent au sommet en longeant l'arête sommitale en direction de l'est, puis redescendent par le versant sud-ouest. Ils ne réalisent leur confusion que quelques mois plus tard. L'actuelle voie normale est réalisée pour la première fois en hivernale par Orlando Bartholomew en janvier 1930.

## Activités

### Randonnée et ascension
La voie normale pour gravir le mont Tyndall emprunte l'arête nord-ouest ; elle est cotée 2, soit une randonnée pédestre relativement difficile. Elle débute 800 mètres à l'ouest du col Shepherd et un kilomètre et demi au nord du sommet. Il existe une quinzaine de voies en tout, dont une majorité relève de l'escalade, avec notamment la présence d'un 5.11 et de quatre 5.10,.

### Protection environnementale
Le versant oriental du mont Tyndall est protégé depuis 1964 au sein de la réserve intégrale John Muir (en anglais : John Muir Wilderness) dont la superficie a progressivement été portée à 2 639 km2, ce qui en fait la plus vaste de Californie. Elle dispose d'une continuité écologique avec la réserve intégrale Ansel Adams au nord-ouest, la réserve intégrale Dinkey Lakes et la réserve intégrale Sequoia-Kings Canyon à l'ouest, la réserve intégrale Monarch au sud-ouest et la réserve intégrale Golden Trout au sud,. La réserve a pour but de garantir un air et une eau purs, ainsi qu'un habitat préservé pour les plantes et les animaux rares et menacés. Elle autorise la pratique de la randonnée pédestre, du trekking, de l'escalade, du canoë-kayak, du rafting, de la randonnée équestre, de l'observation ornithologique ou encore de l'astronomie amateur mais interdit généralement tout type de véhicule à moteur et les groupes de plus de douze personnes. La réserve est gérée conjointement par la forêt nationale d'Inyo, dans sa partie orientale appartenant aux comtés d'Inyo — dont le mont Tyndall — et de Mono, qui a été créée en 1907 et couvre 7 455 km2, et par la forêt nationale de Sierra, dans sa partie occidentale appartenant aux comtés de Fresno et de Madera, qui a été créée en 1893 et couvre 5 309 km2.
D'autre part, ce versant du mont Tyndall appartient à la California Bighorn Sheep Zoological Area, une aire zoologique destinée à protéger le Mouflon de la Sierra Nevada (Ovis canadensis sierrae) et fondée en 1972. Ces animaux menacés de disparition peuvent être aperçus dans les pentes inférieures de la montagne en hiver, lorsque les chutes de neige les poussent à quitter les alpages. Cette réserve, gérée par la forêt nationale d'Inyo, est restée interdite d'accès presque continuellement de 1981 à 2010.
Le versant occidental est protégé depuis 1919 au sein du parc national de Sequoia qui couvre 1 635 km2. Il est géré par le National Park Service.